# Zofia Cykowiak
Zofia Cykowiak, auch Zocha Nowak (* 1923; † 2009), war eine polnische Musikerin und Holocaustüberlebende.

## Leben
Zofia Cykowiak ging in eine Geigenklasse auf einem Gymnasium und spielte im Schulorchester.
Durch die Gestapo wurde sie von Posen aus nach Auschwitz deportiert und bei ihrer Ankunft in Auschwitz erhielt Cykowiak die Nummer 44327. Später kam sie als Geigerin in das Mädchenorchester von Auschwitz. Bis zur Auflösung im Oktober 1944 spielte sie im Orchester. Gemeinsam mit anderen Musikerinnen des Mädchenorchesters kam sie später nach Ravensbrück in das Frauen-Konzentrationslager und erlebte hier die Befreiung.
Nach dem Krieg beschrieb sie ihre Erinnerungen an die Dirigentin des Mädchenorchesters, Alma Rosé:

„Almas Spiel hat auch uns fasziniert. Man spürte, dass die Musik, die sie dort zu machen hatte, ihre ganze Welt war, sie in einer so unmenschlichen Welt machen zu müssen. Ich weiß es von ihr selbst. Sie vertraute es mir an, als wir bei einem Transport von Jüdinnen zusahen, die aus dem Lager für die Gaskammern ausgesondert wurden, also im vollen Bewusstsein ihres Schicksals. Sie wurden nackt auf offenen Lastwagen transportiert. Sie schrien und verzweifelten.“

Zeitlebens war sie so traumatisiert, dass sie nach der Befreiung aus dem Konzentrationslager nicht mehr Geige gespielt hat. Bereits während ihrer Mitgliedschaft im Orchester hatte sie an Angstanfällen und Apathie gelitten. Sie lebte in Kraków.
Nach der Veröffentlichung des Buches Das Mädchenorchester in Auschwitz durch die ehemalige Mitmusikerin Fania Fénelon kritisierte Cykowiak u. a. die stigmatisierende Beschreibung lesbischer Szenen im Buch. Im Laufe ihres Lebens gab sie mehrere Interviews und kommentierte die anderen Berichte der ehemaligen Musikerinnen des Mädchenorchesters teils kritisch.